# La Scala (musikalbum av Keith Jarrett)
La Scala från 1997 är ett soloalbum med pianisten Keith Jarrett. Albumet spelades in i februari 1995 på Teatro alla Scala i Milano.

## Låtlista
1. La Scala, Part 1 (Keith Jarrett) – 44:54
2. La Scala, Part 2 (Keith Jarrett) – 27:42
3. Over the Rainbow (Harold Arlen/Yip Harburg) – 6:01

## Medverkande
- Keith Jarrett – piano